# Kadaňský Rohozec
Kadaňský Rohozec (německy Böhmisch Rust) je malá vesnice, část obce Radonice v okrese Chomutov. Nachází se asi 4,5 kilometru jihozápadně od Radonic. Končí zde železniční trať z Kadaně (tzv. Doupovská dráha). V roce 2011 zde trvale žilo 48 obyvatel v 15 domech. Kadaňský Rohozec je také název katastrálního území o rozloze 1,37 km².

## Název
Název Rohozec je zdrobnělinou slova rohoz (sítina, rákos). V historických pramenech se jméno vesnice vyskytuje ve tvarech: in Rohozczy (1383), in villa Rohozka Boemicali (1411), w Rohozcze (1545), Rohosstj (1545), Ruest (1654), Böhmish Rust (1787) a Böhmisch-Rust (1846). Do roku 1949 se používal název Český Rohozec.

## Historie
První písemná zmínka o Kadaňském Rohozci pochází z roku 1322 nebo 1383. Vesnice byla pravděpodobně rozdělená mezi více majitelů, protože v roce 1383 zde Anna ze Zahořan vlastnila tři lány polí, které zdědila po svém manželovi Odolenu ze Zahořan, a roku 1411 prodal Bohuslav z Mašťova plat jedné kopy grošů mašťovskému farnímu kostelu Nanebevzetí Panny Marie. Od šestnáctého století se Rohozec stal součástí vojnínského panství, které v roce 1547 připojil Albrecht Šlik k Vintířovu. Po třicetileté válce ve vesnici podle berní ruly žilo pět sedláků, tři chalupníci a pět rodin na obecním majetku. Dohromady jim patřilo deset potahů, šest krav, pět jalovic, pět ovcí a 26 prasat. Jeden z místních provozoval šenk.
V roce 1843 byla otevřena jednotřídní škola pro čtyřicet dětí a působil zde hasičský spolek. Poloha na hranici vojenského újezdu vedla k poškozování průjezdní silnice vojenskou technikou, která také místo mostu přes Liboc používala brod, a znečišťovala tak vodu. V roce 1969 byl Rohozec zařazen mezi sídla dočasného významu. Ze služeb zde fungovala pouze prodejna smíšeného zboží v budově bývalé školy, a nebyla zde ani hospoda. K telefonní síti byli připojeny pouze dva domy, z nichž v jednom byla zřízena veřejná hovorna.

## Obyvatelstvo
Při sčítání lidu v roce 1921 zde žilo 184 obyvatel (z toho 85 mužů), z nichž byl jeden Čechoslovák, 181 Němců a dva cizinci. Všichni patřili k římskokatolické církvi. Podle sčítání lidu z roku 1930 měla vesnice 193 obyvatel: osm Čechoslováků a 185 Němců. Kromě jednoho člověka bez vyznání se hlásili k římskokatolické církvi. Po odsunu Němců počet obyvatel klesl asi na polovinu. Úbytek byl částečně nahrazen novými osadníky z jižních Čech, Moravy a Slovenska.
| | 1869 | 1880 | 1890 | 1900 | 1910 | 1921 | 1930 | 1950 | 1961 | 1970 | 1980 | 1991 | 2001 | 2011 | 2021 |
| --- | ---- | ---- | ---- | ---- | ---- | ---- | ---- | ---- | ---- | ---- | ---- | ---- | ---- | ---- | ---- |
| Obyvatelé | 169  | 176  | 177  | 192  | 174  | 184  | 193  | 96   | 74   | 64   | 65   | 68   | 72   | 48   | 48   |
| Domy | 29   | 31   | 33   | 35   | 35   | 36   | 37   | 23   | 43   | 16   | 14   | 19   | 15   | 15   | 16   |
| Období 1961–1991 zahrnuje údaje ze Sedlece a v letech 1980 a 1991 též Vojnín. Počet domů v roce 1961 zahrnuje osady Háj, Vojnín a Ždov. |      |      |      |      |      |      |      |      |      |      |      |      |      |      |      |

## Obecní správa
Po zrušení patrimoniální správy se Rohozec stal roku 1850 obcí, ke které patřily osady Vojnín, Háj a Ždov. V roce 1953 byla část katastrálního území připojena k vojenskému újezdu Hradiště a vesnice od 1. ledna 1963 přičleněna jako část obce k Vintířovu. Od 1. května 1976 je Kadaňský Rohozec částí obce Radonice.

## Pamětihodnosti

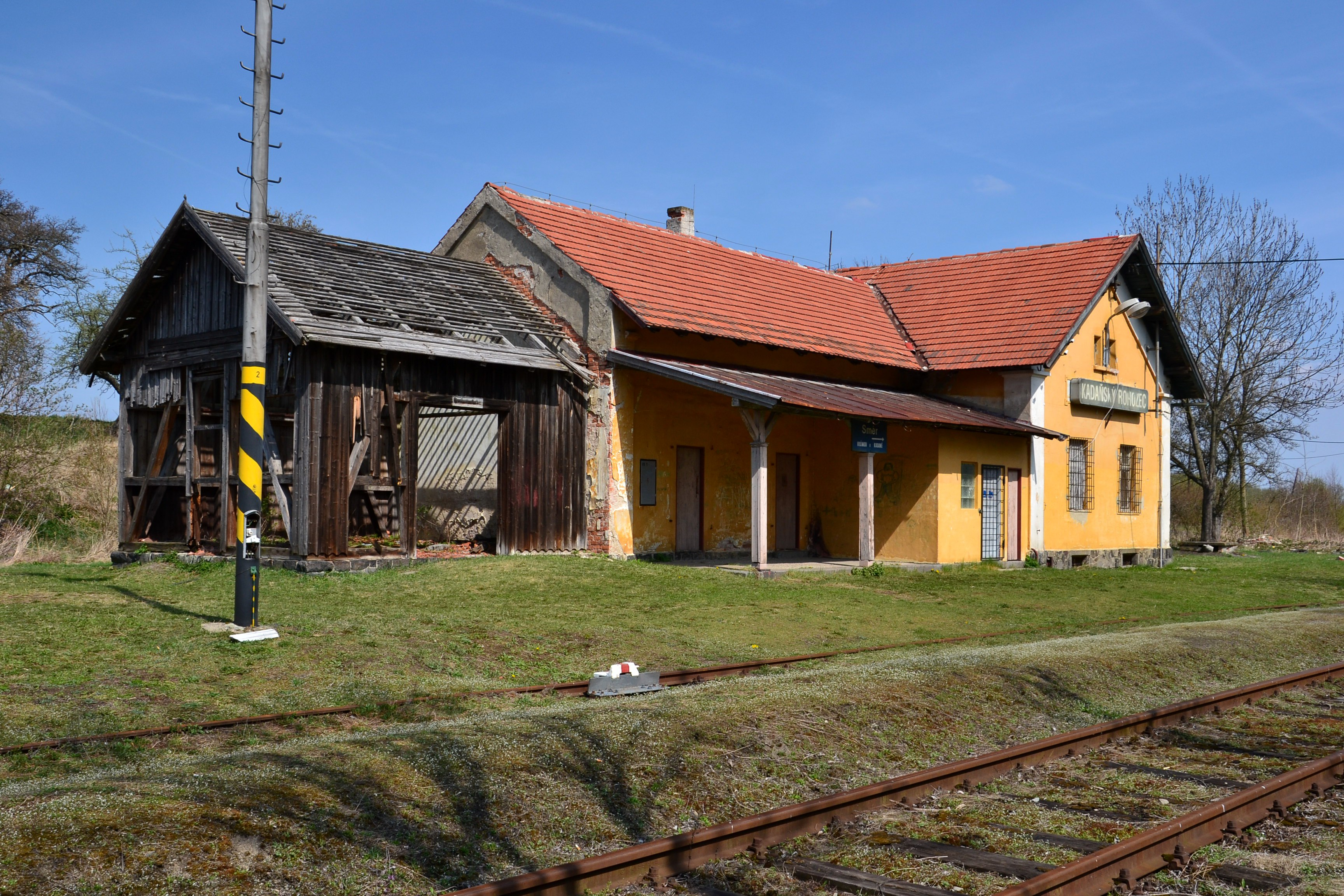
Železniční stanice Kadaňský Rohozec

Ve vesnici stávala dřevěná kaple se čtvercovým půdorysem a relativně velkým sanktusníkem. Zanikla po roce 1945. Asi 500 m severozápadně od Kadaňského Rohozce začíná Vintířovský kanál (původně Grosse Mühlbach), který odtud pokračuje kolem Ždova do Vintířova. Jeho úkolem bylo zajistit vodu z Liboce pro několik vodních mlýnů.